# (5959) Shaklan
(5959) Shaklan es un asteroide perteneciente al cinturón de asteroides, región del sistema solar que se encuentra entre las órbitas de Marte y Júpiter, más concretamente a la familia de Úrsula, descubierto el 2 de julio de 1989 por Eleanor F. Helin desde el Observatorio del Monte Palomar, Estados Unidos.

## Designación y nombre
Designado provisionalmente como 1989 NB1. Fue nombrado Shaklan en homenaje a Stuart B. Shaklan, ingeniero óptico, que realizó el diseño y análisis de imágenes necesarios para el programa de Near Earth Asteroid Tracking (seguimiento de asteroides cercanos a la Tierra). Desarrolló los modelos necesarios para comprender el rendimiento del sistema óptico NEAT y analizó los resultados de las imágenes para determinar la configuración óptima del instrumento. Su experiencia en la caracterización de CCD y el diseño de telescopios para astrometría de alta precisión fue un elemento importante del éxito NEAT.

## Características orbitales
Shaklan está situado a una distancia media del Sol de 3,190 ua, pudiendo alejarse hasta 3,495 ua y acercarse hasta 2,885 ua. Su excentricidad es 0,095 y la inclinación orbital 17,82 grados. Emplea 2081,70 días en completar una órbita alrededor del Sol.

## Características físicas
La magnitud absoluta de Shaklan es 12,2. Tiene 19,94 km de diámetro y su albedo se estima en 0,177. 